# Établissement de la radiodiffusion-télévision tunisienne

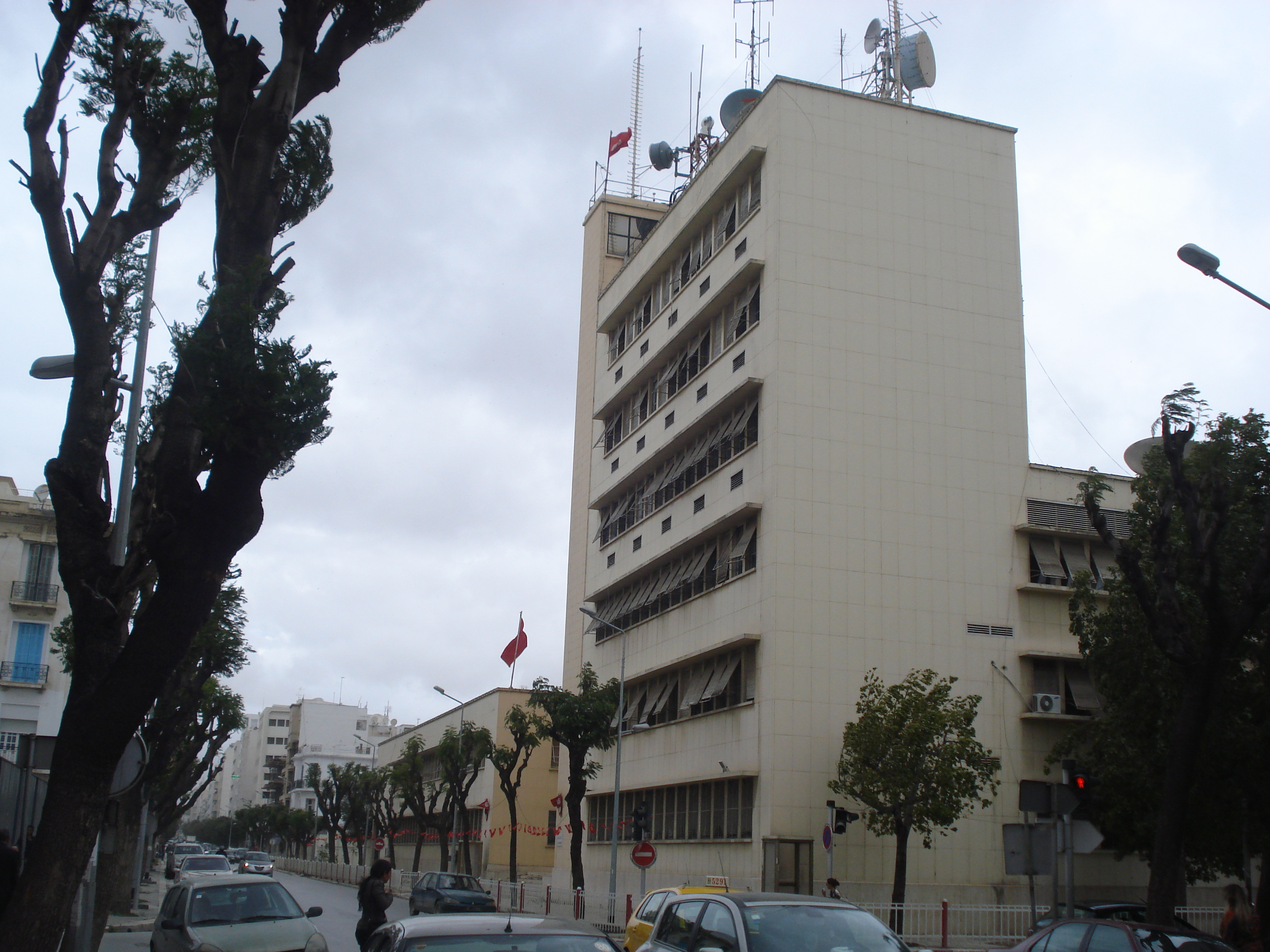
Sitz von ERTT (heute von Radio Tunisienne) in Tunis

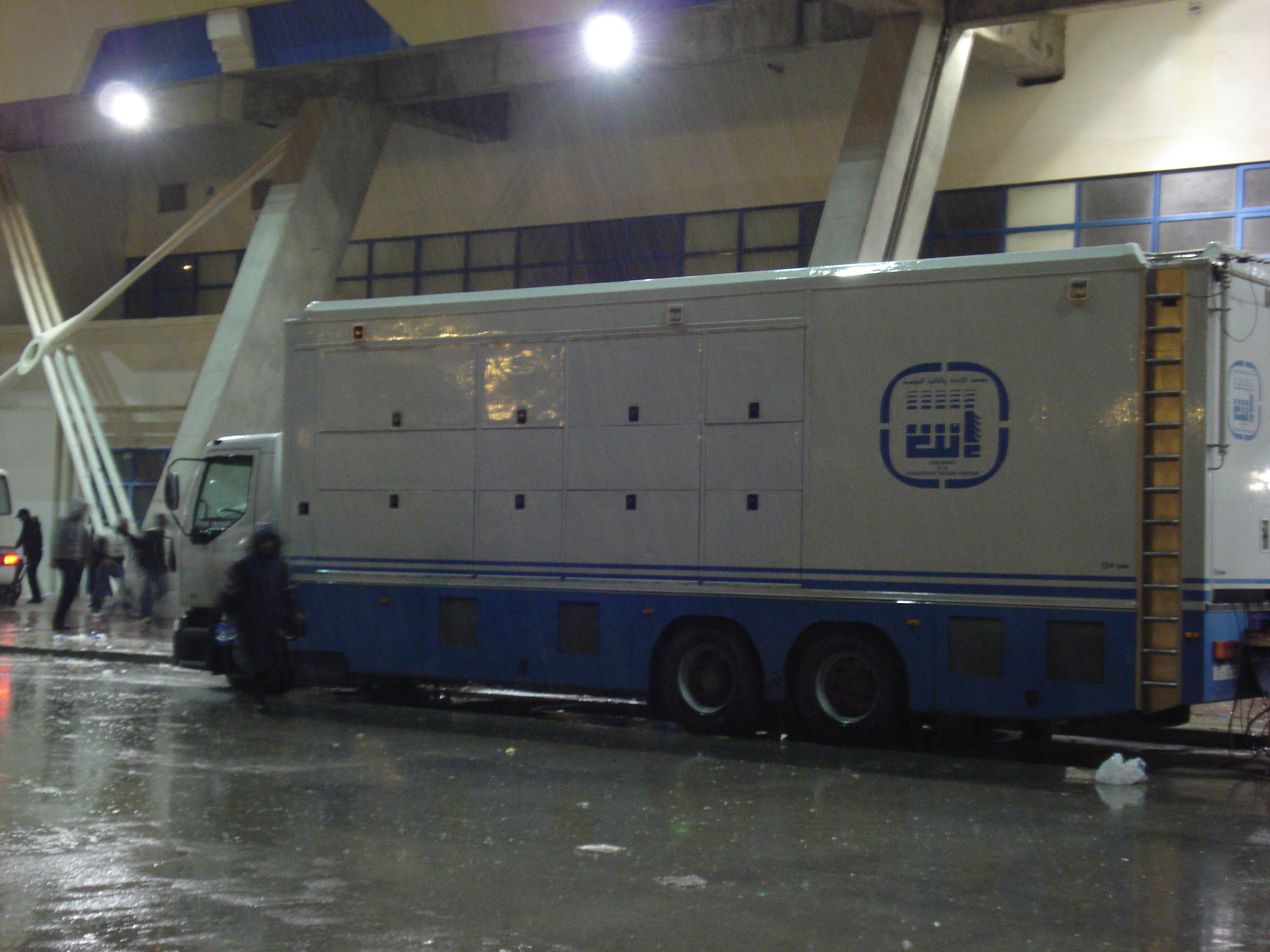
Übertragungswagen in Tunis

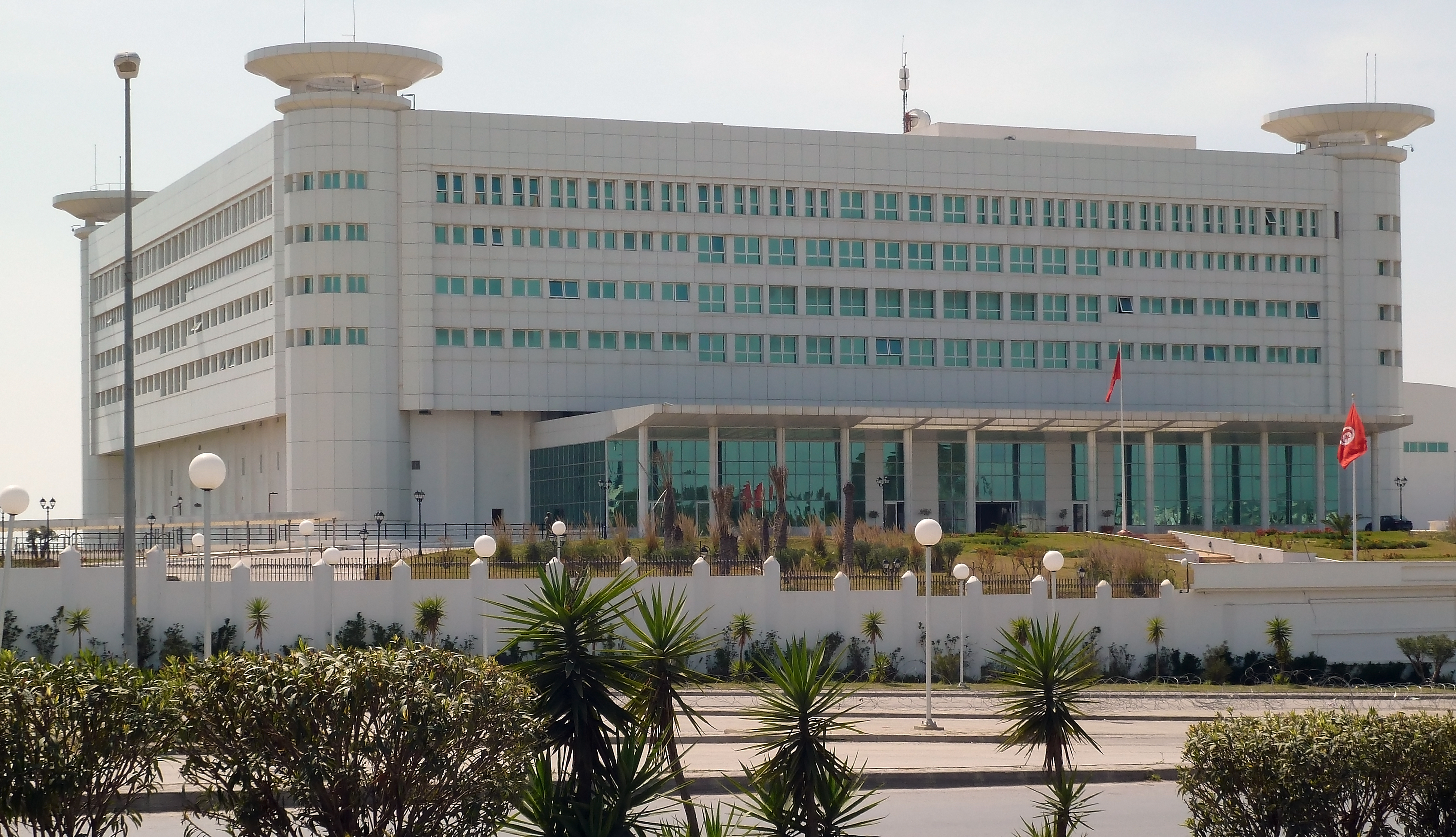
Sitz des Fernsehens

Établissement de la radiodiffusion-télévision tunisienne (französisch; kurz ERTT; arabisch مؤسسة الإذاعة والتلفزة التونسية, DMG muʾassasat al-iḏāʿa wa-'t-talfaza at-tūnisīya) war von 1990 bis 2007 die staatliche Rundfunkanstalt Tunesiens.

## Geschichte
Vor 1930 gab es bereits die Langwellensender Tunis-Kasbah und Radio-Cartaghène. 1935 entstanden Stationen in Bizerte (Georges Solet, ca. 1430 kHz) und Sfax (André Costa, ca. 1415 kHz), ehe am 15. Oktober 1938 Radio Tunis PTT mit dem Sender in Djedeida den Betrieb aufnahm (868 kHz, 20 kW). Nach der Unabhängigkeit Tunesiens wurde 1957 Radiodiffusion télévision tunisienne (RTT) gebildet. Fernsehen gibt es seit dem 31. Mai 1966. Das Établissement de la radiodiffusion télévision tunisienne (ERTT) entstand 1990.
Am 1. September 2007 wurde die Gesellschaft in einen Hörfunk- (Établissement de la radio tunisienne) und eine Fernsehanstalt (Établissement de la télévision tunisienne) aufgespalten. Beide Nachfolgegesellschaften der ERTT sind Mitglieder der Europäischen Rundfunkunion (EBU), der Arab States Broadcasting Union (ASBU) und der African Union of Broadcasting (AUB).

## Fernsehprogramme
- Télévision Tunisienne 1 (TV 7)
- Télévision Tunisienne 2 (Canal 21)

## Hörfunkprogramme
- Radio Nationale (الإذاعة الوطنية / al-iḏāʿa al-waṭanīya)
- Radio Tunisie Culture (إذاعة تونس الثقافية / iḏāʿat Tūnis aṯ-ṯaqāfīya)
- Radio Jeunes (إذاعة الشباب / iḏāʿat aš-šabāb)
- Radio Tunis Chaîne Internationale (RTCI; auf Französisch, daneben auf Englisch/Italienisch um 14 Uhr und auf Spanisch/Deutsch um 20 Uhr tunesischer Zeit)
- fünf lokale Stationen: Sfax, Monastir, El Kef, Gafsa, Tataouine
  - deren Zusammenfassung zusätzlich als Radio Panorama (إذاعة بانوراما / iḏāʿa bānūrāmā) seit 2016